# Aethomys nyikae
Aethomys nyikae е вид бозайник от семейство Мишкови (Muridae).

## Разпространение
Видът е разпространен в Ангола, Замбия и Малави.